# Theodor Altermann
Pour les articles homonymes, voir Altermann.
Pour les articles homonymes, voir Alterman.
Theodor Altermann (né le 24 novembre 1885 et mort le 1er avril 1915 à Tallinn) est un acteur et metteur en scène russe.

## Biographie
Né dans le Gouvernement d'Estonie alors sous Empire russe, Theodor Altermann commence son activité artistique à Tallinn en 1902, en tant que membre de l'ensemble musical Estonia selts, au sein duquel, avec Paul Pinna, il fonde en 1905 une troupe théâtrale qui après quelques réorganisations deviendra l'Opéra national Estonie (Rahvusooper Estonia). Il suit les cours d'art dramatique à Berlin et se produit sur scène de son théâtre, puis s'y essaye à la mise en scène, en adaptant entre autres le Miracle furtif (Tabamata ime) d'Eduard Vilde (1913), Le Bal masqué de Mikhaïl Lermontov (1914) et les Innocents coupables  d'Alexandre Ostrovski (1915).
Mort à Tallinn en avril 1915, l'artiste est enterré au cimetière Aleksander Nevski de Tallin (Tallinna Aleksander Nevski kalmistu).